# Тан Фэй
Тан Фэй (кит. трад. 唐飛, пиньинь Táng Fēi; род. 15 марта 1932, Тайцан) — тайваньский политический и государственный деятель, председатель Исполнительного юаня (2000).

## Биография
Тан Фэй родился 15 марта 1932 года в Тайцане, Цзянсу, Китайская Республика. Он поступил в подготовительную школу ВВС Китая в возрасте 12 лет и окончил ее в 1950 году. Позже он учился в Академии ВВС Китайской Республики, которую окончил в 1952 году. 
За свою военную карьеру он занимал широкий спектр боевых, штабных и зарубежных должностей.
В качестве своего первого зарубежного задания Тан был направлен в посольство Республики Корея в Вашингтоне в качестве помощника военно-воздушного атташе с 1972 по 1975 год. По возвращении на Тайвань он служил начальником оперативного отдела Третьего крыла с 1975 по 1976 год, а позже был командиром группы с 1976 по 1978 год.
В 1989 году он сначала занимал должность генерал-командующего боевым воздушным командованием, а затем заместителя главнокомандующего ВВС Южной Кореи с 1989 по 1991 год.
В 1998 году ему присвоили звание четырехзвездочного генерала и начальника генерального штаба. Он стал первым военным офицером, ответившим на вопросы во время допросов в Законодательном органе Юаня. В 1999 году он уволился из вооруженных сил после назначения на гражданскую должность министром национальной обороны.
29 марта 2000 года избранный президент Чэнь Шуйбянь объявил, что Тан был выбран премьер-министром. Он занимал этот пост до своей отставки четыре с половиной месяца спустя, 3 октября.